# Setosporella mahmoudii
Setosporella mahmoudii är en svampart som beskrevs av Moustafa & Abdul-Wahid 1989. Setosporella mahmoudii ingår i släktet Setosporella, divisionen sporsäcksvampar och riket svampar.   Inga underarter finns listade i Catalogue of Life.